# Salmo labrax
Salmo labrax is een straalvinnige vissensoort uit de familie van zalmen (Salmonidae). De wetenschappelijke naam van de soort is voor het eerst geldig gepubliceerd in 1814 door Pallas.
De soort staat op de Rode Lijst van de IUCN als niet bedreigd, beoordelingsjaar 2010.